# Caunton
Caunton – wieś w Anglii, w hrabstwie Nottinghamshire, w dystrykcie Newark and Sherwood. Leży 27 km na północny wschód od miasta Nottingham i 188 km na północ od Londynu.
We wsi znajduje się średniowieczny kościół św. Andrzeja, odnowiony w drugiej połowie XIX wieku.